# Anisoplia bulgarica
Anisoplia bulgarica är en skalbaggsart som beskrevs av Viktor Apfelbeck 1909. Anisoplia bulgarica ingår i släktet Anisoplia och familjen Rutelidae. Inga underarter finns listade i Catalogue of Life.